# Estação Michel-Ange - Molitor
Michel-Ange - Molitor é uma estação das linhas 9 e 10 do Metrô de Paris, localizada no 16.º arrondissement de Paris.

## Localização
A estação está situada no cruzamento entre a rue Michel-Ange e a rue Molitor, as plataformas sendo estabelecidas:
- na linha 9 (entre as estações Exelmans e Michel-Ange - Auteuil), aproximadamente ao longo do eixo nordeste / sudoeste, na rue Michel-Ange, ao sul do cruzamento;
- na linha 10 (entre Boulogne - Jean Jaurès e Chardon-Lagache[1], ao sudeste do circuito de Auteuil), ao longo do eixo leste-oeste da rue Molitor, entre a rue Michel-Ange e a rue Erlanger.

## História
A estação foi aberta em 30 de setembro de 1913 com o lançamento da primeira extensão da linha 8 de Beaugrenelle (hoje Charles Michels) para Porte d'Auteuil.
Deve o seu nome à sua proximidade com a rue Michel-Ange, por um lado, que presta homenagem a Michelangelo, escultor, pintor, arquiteto, poeta e urbanista florentino do Alto Renascimento, bem como à rua Molitor do outro lado, assim nomeado em homenagem a Gabriel Molitor, marechal da França.
Em 8 de novembro de 1922, a estação da linha 9 foi aberta por sua vez por ocasião da inauguração de seu primeiro trecho entre Trocadéro e Exelmans.
Durante a noite de 26 a 27 de julho de 1937, a estação da linha 8 foi transferida para a linha 10 após o remanejamento das linhas 8, 10 e da linha antiga 14. O serviço entre Porte d'Auteuil e Jussieu foi prestado apenas dois dias depois, em 29 de julho, se limitando inicialmente a La Motte-Picquet - Grenelle a leste.
Como parte do programa “Renovação do Metrô” da RATP, os corredores da estação e a iluminação da plataforma das duas linhas foram renovados em 27 de julho de 2010.
Em 2011, 1 939 507 passageiros entraram nesta estação (os passageiros em correspondência entre as duas linhas de metrô não são contados). Foram 2 027 976 em 2012. Em 2013, a estação viu entrar 2 097 256 passageiros, o que a coloca na 243ª posição entre as estações de metrô por sua frequência em 302.

## Serviços aos passageiros

### Acessos
A estação tem uma única entrada intitulada "Rue Molitor", constituída de uma escada fixa que conduz à direita do no 38 da rue Michel-Ange, na esquina da rue Molitor perto do no 37 desta última. É ornado com um dos raros candelabros Val d'Osne remanescentes, projetados no início dos anos 1920, bem como com uma balaustrada do tipo Dervaux.

### Plataformas
As plataformas da linha 9, com 75 metros de comprimento, são de configuração padrão: duas plataformas laterais, elas são separadas pelas vias do metrô e a abóbada é elíptica. A decoração é do estilo utilizado pela maioria das estações de metrô: as faixas de iluminação são brancas e arredondadas no estilo "Gaudin" da renovação do metrô da década de 2000, e as telhas em cerâmica brancas biseladas recobrem os pés-direitos, a abóbada, os tímpanos e as saídas dos corredores. Os quadros publicitários são em faiança de cor de mel e o nome da estação também é em faiança. Os assentos de estilo "Motte" são de cor azul.
A configuração da estação na linha 10 é específica: também com 75 metros de comprimento, possui duas vias enquadrando uma plataforma central sob uma abóbada elíptica e todos os trens que aí marcam a parada estão com destino a Gare d'Austerlitz. A via situada ao norte é usada para os raros trens em proveniência de Porte d'Auteuil (1o metrô da manhã, bem como circulações adicionais no final das manifestações no Parc des Princes), a do sul para o tráfego "normal" na linha de Boulogne-Billancourt. A decoração é clássica com telhas em cerâmica brancas biseladas recobrindo a abóbada, os pés-direitos e os tímpanos, enquanto que a iluminação é fornecida por uma faixa-tubo. Os quadros publicitários são metálicos e o nome da estação é inscrito em placas esmaltadas, em letras maiúsculas nos pés-direitos e na fonte Parisine na plataforma. Os assentos de estilo “Akiko” são de cor bordô.

### Intermodalidade
A estação possui apenas uma conexão, com a linha 62 da rede de ônibus RATP, somente na direção de Porte de France.

## Pontos turísticos
A estação fica perto de uma tesouraria (1re division) em 37, rue Molitor, da Igreja de Saint-François-de-Molitor em 44, rue Molitor e da capela do convento Marie Reparatrice em 29, rue Michel-Ange. O collège e o lycée de Notre-Dame-des-Oiseaux também são acessíveis a partir desta estação.

## Galeria de fotografias

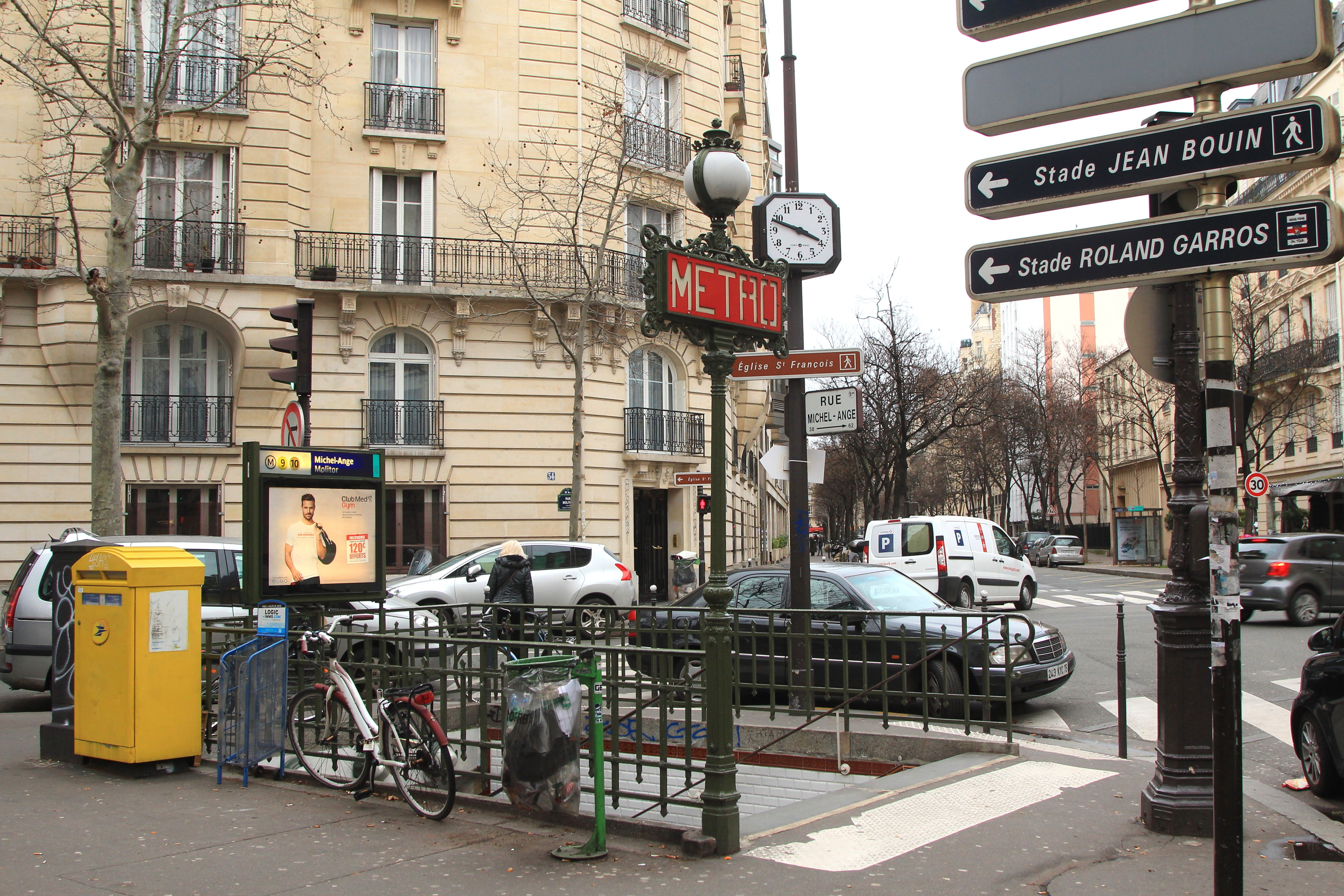
Único acesso da estação.
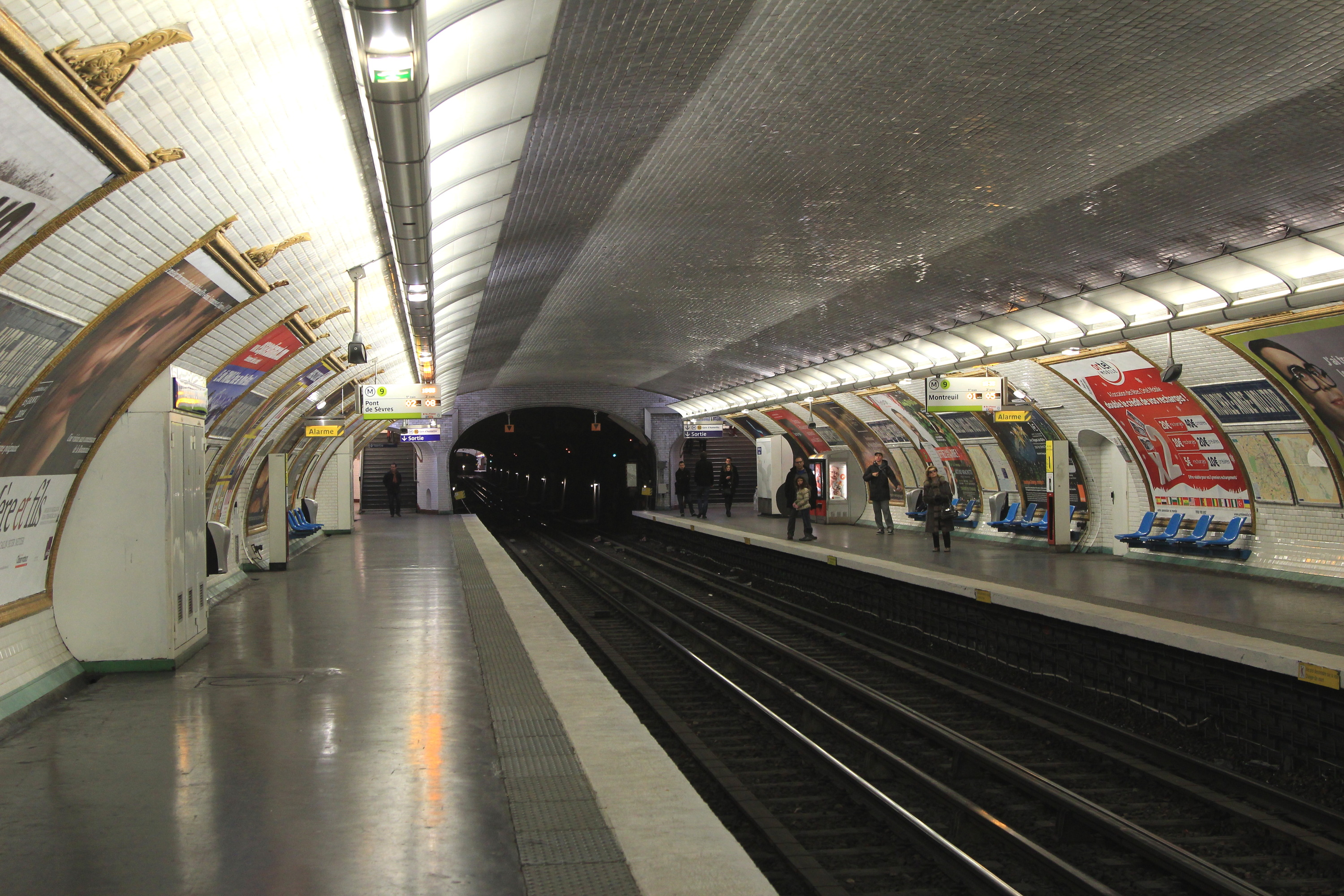
Plataformas da linha 9.
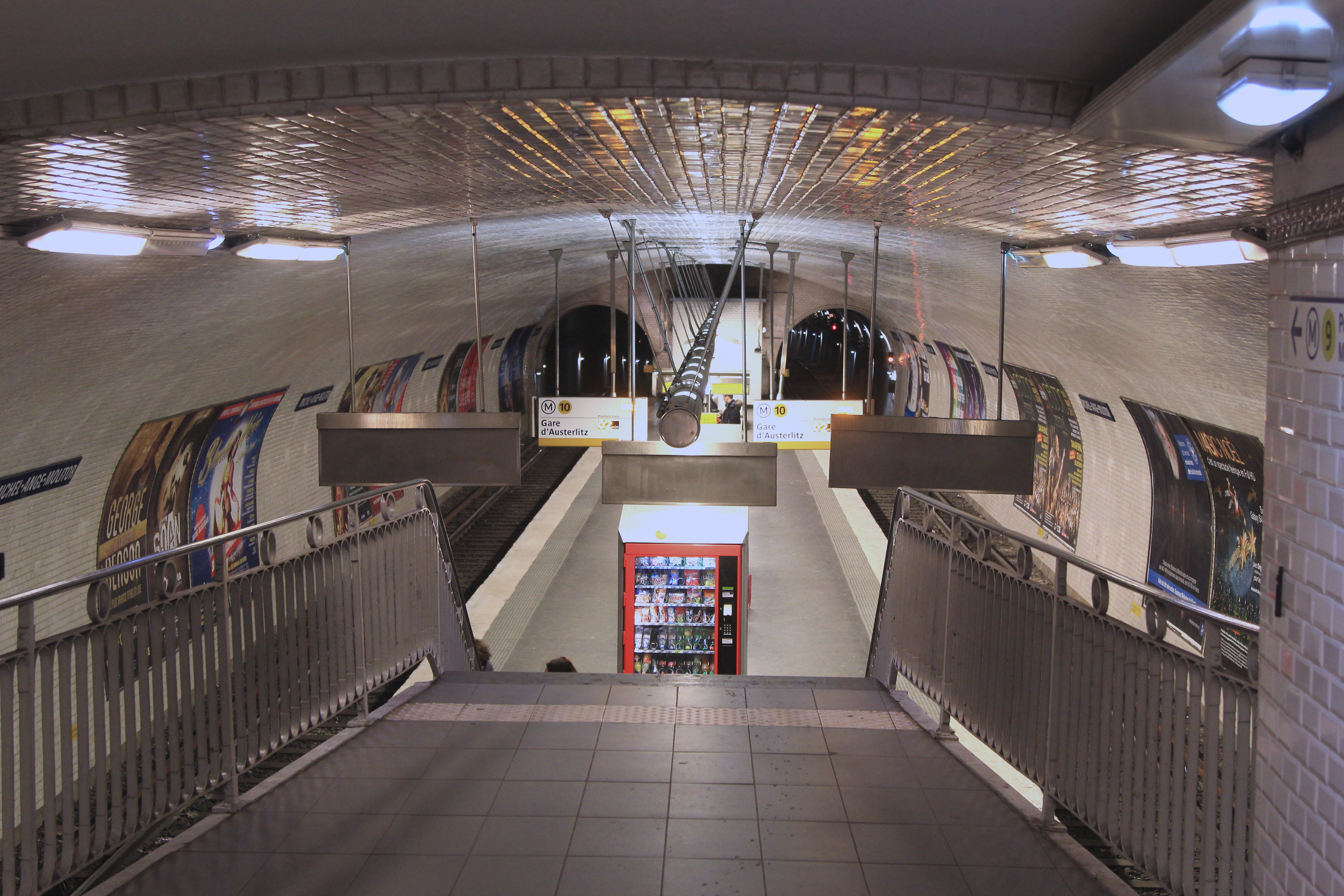
Plataforma da linha 10.